# NGC 2605
NGC 2605 é uma galáxia espiral (S0?) localizada na direcção da constelação de Ursa Major. Possui uma declinação de +52° 48' 16" e uma ascensão recta de 8 horas, 34 minutos e 53,3 segundos.
A galáxia NGC 2605 foi descoberta em 11 de Março de 1858 por William Parsons.